# Vesterålen
Vesterålen ist eine Region und Teil einer Inselgruppe etwa 300 km nördlich des Polarkreises vor der Küste Norwegens. Sie schließt nordöstlich an die bekanntere Region Lofoten an. Die geografische Lage der Ortschaft Sortland, die im Zentrum Vesterålens liegt, ist 68° 42′ N, 15° 25′ O.

## Name
Das Wort „ål“ wurde von seiner Bedeutung „Aal“ auf die tiefste „Fahrrinne“ übertragen. Vesterålen ist von einer alten Bezeichnung der Meeresstraße westlich der Insel Hinnøya abgeleitet und kann im Deutschen als Westlicher Sund wiedergegeben werden. Die Bezeichnung Vesterålen steht im Norwegischen in der Einzahl, die Endung „-en“ stellt im skandinavischen Sprachraum einen bestimmten Artikel dar.

## Geschichte
Die frühesten nachweisbaren Siedlungen in Vesterålen sind etwa 6000 Jahre alt und stammen von Jägern und Sammlern, die sich in erster Linie vom Fischfang und von der Jagd ernährten. Ab der Wikingerzeit bewog der Stockfischhandel mit Bergen viele Menschen dazu, sich in der Gegend niederzulassen. Damals war der Handel nur den Handelshäusern in Bergen und Trondheim gestattet. Diese Bestimmungen wurden jedoch für Vesterålen teilweise gelockert, beginnend mit der Erlaubnis zum Betrieb von Gasthäusern 1770. Ab 1860 zogen große Heringsschwärme viele Arbeiter aus anderen Teilen des Landes an, und die Region erfuhr eine wirtschaftliche Blütezeit. 1881 wurde die Reederei Vesteraalske Dampskibsselskap in Stokmarknes gegründet, welche ab 1883 wöchentliche Verbindungen zwischen Trondheim und Hammerfest bereitstellte. Später wurde die Schifffahrtslinie nach Bergen und Kirkenes verlängert und ist seitdem täglich unter dem Namen Hurtigruten unterwegs.

## Geografie

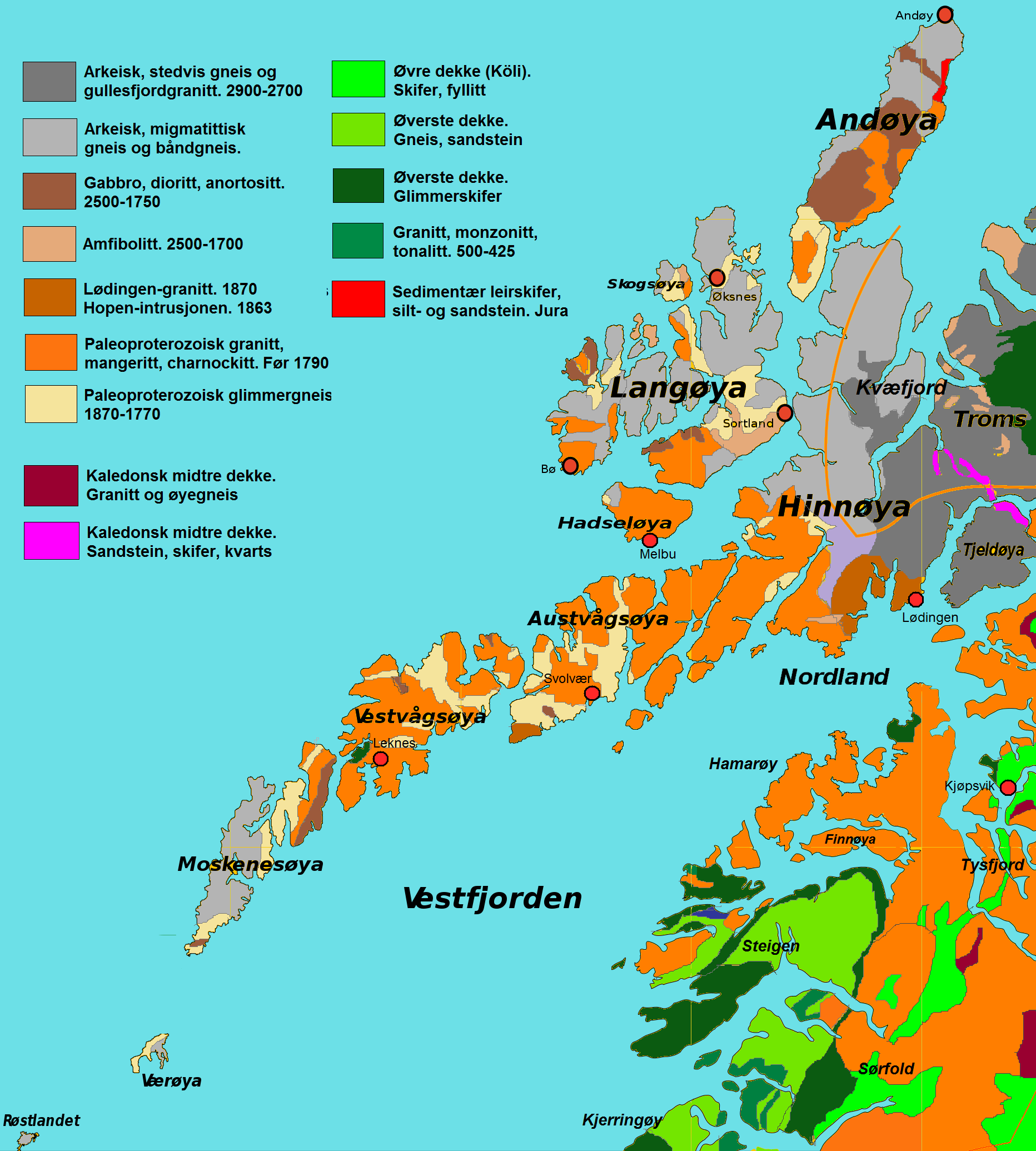
Geologie der Lofoten (Mitte) und der Vesterålen (Nordosten). Grau: archaische Gneise, orange und orangebraun: paläoproterozoische Granite und Charnockite, dunkelbraun: desgleichen Gabbro, hellbraun: desgleichen Amphibolit, beige: desgleichen Glimmergneis, rot: mesozoische Sedimente, Grün- und Violetttöne: Kaledonische Gebirgsdecken

Die wichtigsten Inseln, die zu Vesterålen gezählt werden, sind Andøya, Langøya, Skogsøya, Hadseløya, der westliche Teil von Hinnøya sowie der nördliche Teil von Austvågøya.
Administrativ ist die Region geteilt und gehört zu den Fylken (Regierungsbezirken) Nordland und Troms. Ende 2005 betrug die Gesamtbevölkerung der sechs Kommunen Vesterålens 33.500 Einwohner. Die Gesamtfläche der Inseln beträgt rund 3.100 km², bei einer Nord-Süd-Ausdehnung von 150 km.
Die Region bietet eine sehr abwechslungsreiche Landschaft: Schroffe Gebirgsformationen erheben sich direkt aus dem Meer, während einsame, weiße Sandstrände Assoziationen mit südlichen Ländern aufkommen lassen. Es gibt Fjorde, Schären, Flüsse und Seen, Moore, einsame Gebirgstäler und kleine Hochebenen. Der höchste Berg der Region ist mit 1.262 m der Møysalen auf der Insel Hinnøya.
Auch geologisch ist Vesterålen interessant. In den meisten Teilen ist das aus Gneisen, Granulit und Graniten bestehende Grundgebirge weit über 600 Millionen Jahre alt (Präkambrium). In Bø wurde eines der ältesten Gesteine der Welt gefunden, welches vor 2.700 Millionen Jahren durch vulkanische Aktivität entstand. Auf Andøya gibt es jedoch einen Gürtel aus dem mit etwa 150 Millionen Jahren (Jura-Kreidezeit) jüngsten Gestein des norwegischen Hauptlands. Diese relativ jungen Gesteine sind reich an pflanzlichen und tierischen Fossilien, zudem gibt es hier das einzige bekannte Kohlevorkommen auf dem norwegischen Hauptland, das auch zeitweise bergmännisch abgebaut wurde.

## Klima

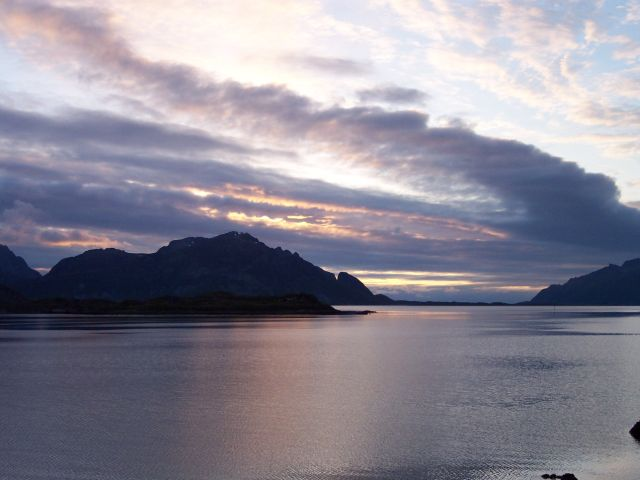
Mitternachtssonne über Vesterålen

Obwohl Vesterålen auf derselben Breite wie Zentral-Grönland und nördlicher als Island liegt, ist das Klima aufgrund des Golfstroms sehr mild. Kennzeichnend sind die relativ milden Winter und die nicht zu heißen Sommer. Im kältesten Monat Februar liegt die Durchschnittstemperatur bei −2 °C, während sie im Juli bei 12–14 °C liegt. Die höchste bisher gemessene Temperatur betrug 31 °C.
Der Herbst ist meist sehr niederschlagsreich, die meisten Niederschläge fallen im Oktober. Der niederschlagsärmste Monat ist wiederum der Juli. Reichlich Schnee fällt von Januar bis März.
Da Vesterålen nördlich des Polarkreises liegt, kann man im Dezember und Anfang Januar die Polarnacht erleben, während der die Sonne überhaupt nicht aufgeht. Vom 23. Mai bis zum 23. Juli scheint dafür rund um die Uhr die Mitternachtssonne.

## Flora und Fauna
Auf Grund des allgemein milden Klimas findet man in Vesterålen typische arktische Gewächse und weiter südlich beheimatete Pflanzen dicht beieinander. Auf sehr kleiner Fläche kann man sowohl Gebirgspflanzen als auch Strandblumen finden. In den Wäldern stehen hauptsächlich Fichten, Birken, Ebereschen, Erlen, Traubenkirschen und verschiedene Weidenarten. Allerdings findet man lediglich auf Hinnøya natürliche Fichtenvorkommen, alle anderen wurden angepflanzt. Die Baumgrenze schwankt je nach Lage sehr stark. Auf der Meeresseite liegt sie schon bei ca. 200 m, während man im Sortlandsundet 300 und im Norden von Hinnøya 400 Meter hinaufsteigen muss, um die Baumgrenze zu erreichen.
Vesterålen ist außerdem bekannt für seinen Reichtum an Vogelarten, da die Fjordgebiete den Seevögeln jede Menge Futter bieten. Besondere Vertreter der Vogelwelt sind Seeadler, Papageientaucher, Tordalken, Trottellummen, Krähenscharben, Reiher und Schwäne. Seltene Arten sind der Eissturmvogel und der Basstölpel, die nur auf der Meeresseite vorkommen sowie die Uferschnepfe, die in ganz Norwegen nur auf Andøya brütet. Die bekanntesten Vogelfelsen befinden sich in Bø und auf Andøya.
Vesterålen ist von fischreichen Gewässern umgeben. Fast alle an der norwegischen Küste beheimateten Fischarten kommen hier häufig vor. Vor allem für Fischer besonders interessant sind: Dorsch, Schellfisch, Köhler, Rotbarsch, Seewolf, Lachs, Hering, Lumb, Lengfisch, Scholle, Heilbutt, Tintenfisch und Krabbe. In den Sommermonaten kann man vor der Küste zudem Wale und Delfine beobachten.

## Politik
Die südlichen Gebiete Vesterålens gehören zum Fylke (Provinz) Nordland, die nördlichen zu Troms. Insgesamt liegen sechs Kommunen auf den Inseln: Andøy, Bø (Nordland), Hadsel, Lødingen, Sortland und Øksnes. Lødingen gehörte ursprünglich nicht dazu, wird in letzter Zeit jedoch oft als in Vesterålen liegend beschrieben und ist auch im offiziellen Touristenführer der Region verzeichnet.

## Wirtschaft

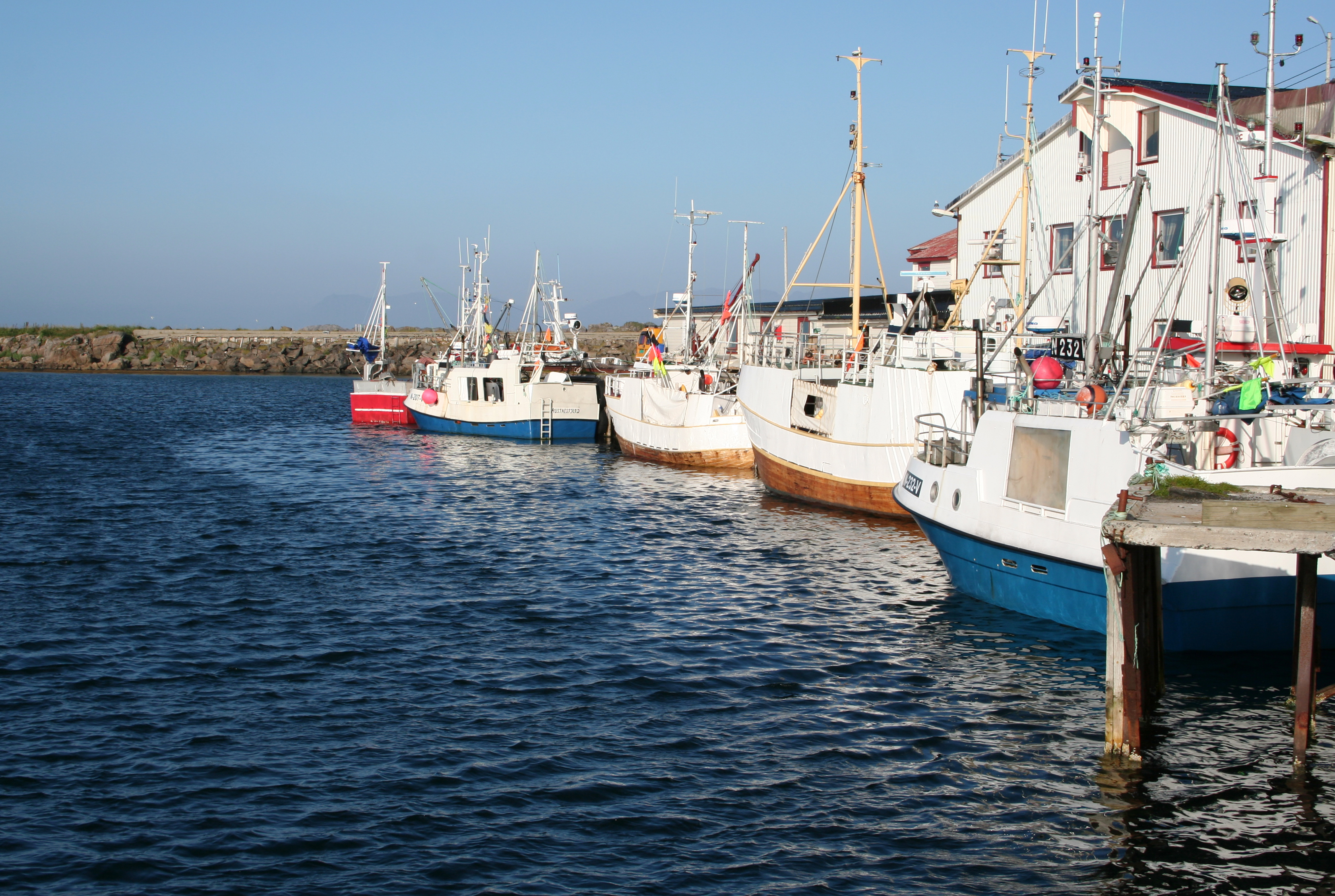
Fischerboote in Stø, am Nordrand von Langøya

Abgesehen vom Tourismus ist die Fischerei der wichtigste Wirtschaftszweig der Region, teilweise kombiniert mit Landwirtschaft. Vesterålen profitiert hierbei von einer kurzen Entfernung zu den Fischgründen. Fast alle an der norwegischen Küste beheimateten Fischarten kommen hier häufig vor. Die größte Bedeutung für die regionale Wirtschaft haben der Kabeljau und der Hering. In den letzten Jahren hat sich der berühmte Lofotfischfang immer mehr nach Vesterålen verlagert. So kommen Fischer aus allen Ecken des Landes von Januar bis April, um sich am Kabeljaufang zu beteiligen. Heringe werden hauptsächlich im Herbst gefangen.
Neben dem Fischfang spielen auch die Fischverarbeitung und die Fischaufzucht eine große Rolle. Die meisten größeren Ortschaften haben aktive Fischereihäfen, und die Erzeugnisse werden häufig vor Ort oder in der näheren Umgebung verarbeitet. Eine Fischkonservenfabrik ist zum Beispiel in Melbu auf Hadsel angesiedelt, und in Myre auf Langøya werden Tiefkühlfilets produziert. Ungefähr die Hälfte der Industriearbeitsplätze der Region hat mit Fischverarbeitung zu tun, der Rest verteilt sich hauptsächlich auf Dienstleistungen im weitesten Sinne (z. B. Tourismus, Handel, Verkehr) sowie den öffentlichen Dienst und Bildungseinrichtungen. Außerdem gibt es Metallbetriebe, Werften und Baubetriebe.

## Verkehr

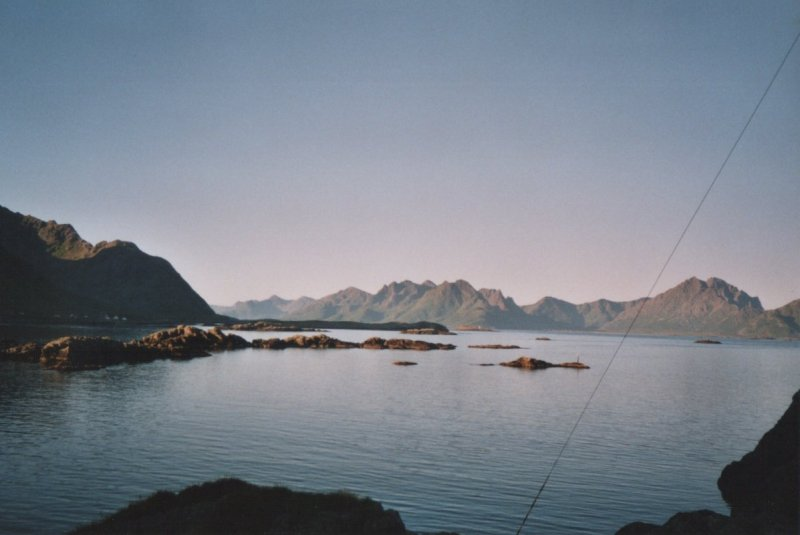
Blick von Nyksund zur Insel Skogsøya

Die Inseln der Region sind durch fünf Brücken und zwei Tunnel miteinander und mit dem Festland verbunden. Die Europastraße 10 verbindet Vesterålen fährfrei mit der Europastraße 6, mit Narvik und mit Schweden. Die Fähre von Melbu nach Fiskebøl bindet Lofoten daran an. Weitere wichtige Fährverbindungen sind Kaljord-Hanøy nach Lofoten und Lødingen-Bognes in Richtung Festland.
Die regionalen Buslinien gelten als sehr zuverlässig und korrespondieren teilweise mit Flügen vom/zum Flughafen Harstad/Narvik (in Evenes), mit dem Zug von/nach Narvik, mit verschiedenen Fähr- und Schiffsverbindungen sowie untereinander. Die beiden wichtigsten überregionalen Buslinien sind der Lofotekspressen von den Lofoten bis nach Narvik sowie der Flybussen von Sortland zum Flughafen Harstad/Narvik.
Für den Flugverkehr gibt es zwei Flugplätze, den Andøya Lufthavn in Andenes und den Stokmarknes Lufthavn in Skagen, von denen regelmäßige Flüge nach Tromsø und Bodø gehen.
Die Postschifflinie Hurtigruten läuft die Orte Risøyhamn (Gemeinde Andøy), Sortland und Stokmarknes an.

## Tourismus
Oft wird Vesterålen in einem Atemzug mit der berühmteren Region Lofoten genannt. Viele Lofotenreisen führen fast zwangsläufig auch durch Vesterålen, wodurch der Eindruck entsteht, die beiden Inselgruppen wären nur eine. Tatsächlich aber handelt es sich sowohl landschaftlich als auch wirtschaftlich um zwei unterschiedliche Regionen.
Die bekanntesten Touristenattraktionen Vesterålens sind die Walsafaris, die von Andenes und Stø aus starten. Der alte und malerische Fischerort Nyksund wurde in den letzten Jahren wieder aufgebaut und ist jetzt ein beliebtes Ausflugsziel. Darüber hinaus ist das 1988 gegründete Walzentrum in Andenes interessanter Anlaufpunkt für Reisende. Ebenfalls interessant ist das Hurtigrutenmuseum in Stokmarknes, dem einstigen Gründungsort der Postschifflinie Hurtigruten.

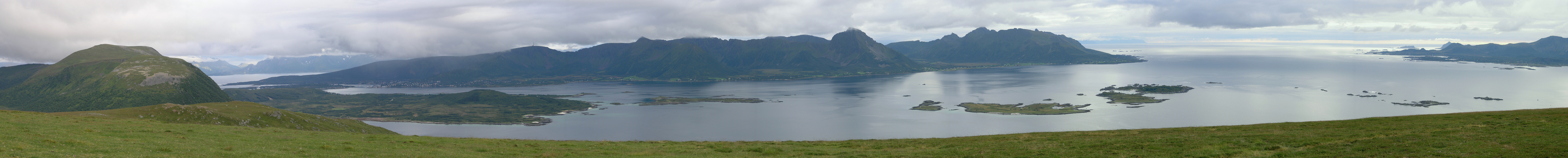
Panoramablick über die Insel Hadsel mit dem Ort Stokmarknes (unten links im Bild)